# قبأ بصيلي
القبأ البصيلي (باللاتينية: Eremopoa bulbosa) نبات عشبي ينتمي إلى جنس القبأ من الفصيلة النجيلية.

## الموئل والانتشار
موطن هذا النبات في بلاد الشام وتركيا والقوقاز وأوروبا.

## مرادفات للاسم العلمي
- (باللاتينية: Poa crispa Thuill.)
- (باللاتينية: Poa bulbosa subsp. leucoglossa Velen.)
- (باللاتينية: Poa bulbosa subsp. vivipara (Koeler) Arcang.)
- (باللاتينية: Poa bulbosa var. vivipara Koeler)